# Battaglia di Stormberg

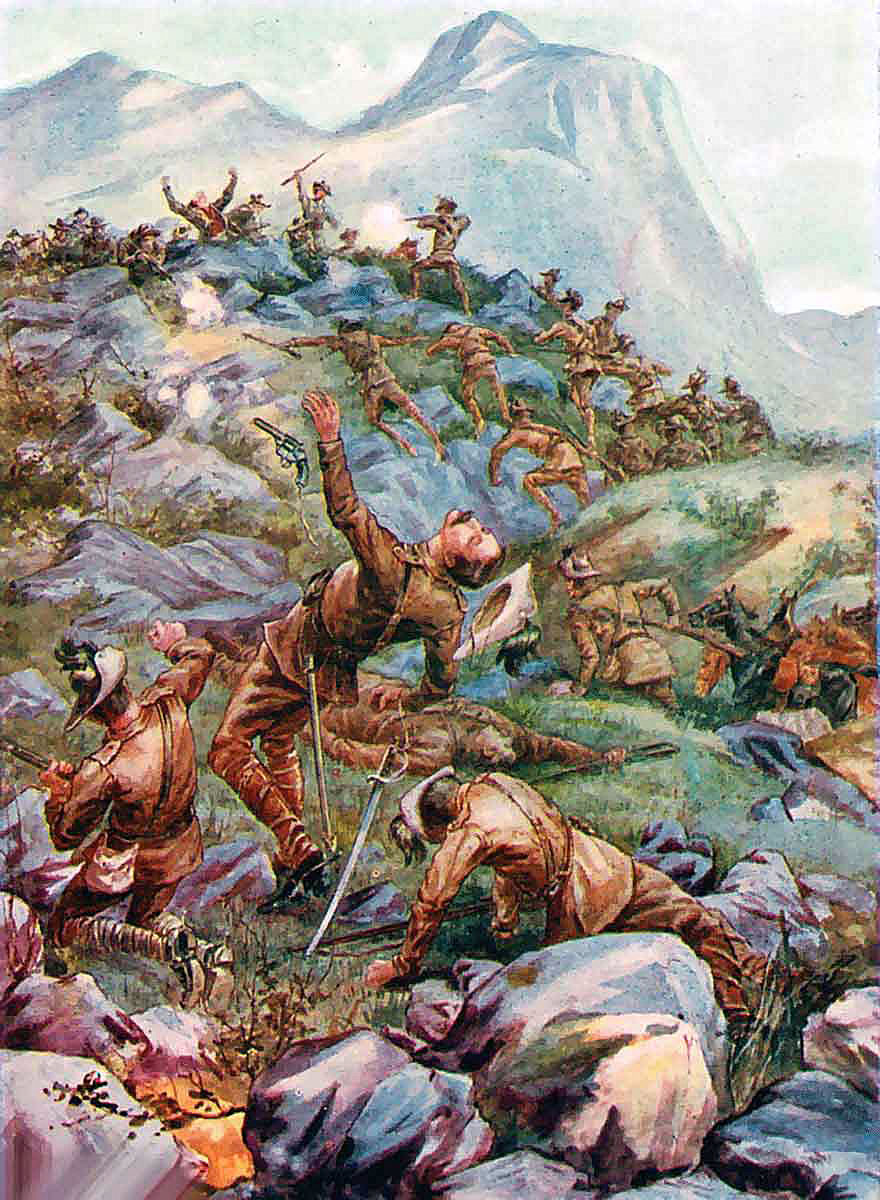
La battaglia di Stormberg in un disegno del 1899

La battaglia di Stormberg è uno scontro militare combattuto il 10 dicembre 1899 tra le truppe dell'Impero britannico e l'esercito della repubblica del Transvaal, nell'ambito della seconda guerra boera. La battaglia si concluse con la schiacciante e sorprendente vittoria dei boeri.